# أنتولين ألكاراز
أنتولين ألكاراز فيفيروس (بالإسبانية: Antolín Alcaraz Viveros)‏ (مواليد 30 يوليو 1982 في سان روكي غونزاليز) لاعب كرة قدم باراغواياني يلعب حاليا لصالح نادي ليبرتاد.

## روابط خارجية
- أنتولين ألكاراز على موقع الاتحاد الدولي (مؤرشف)  (الإنجليزية)
- أنتولين ألكاراز على موقع قاعدة بيانات كرة القدم.إي يو (الإنجليزية)
- أنتولين ألكاراز على موقع ناشيونال فوتبول تيمز (الإنجليزية)
- أنتولين ألكاراز على موقع Soccerbase.com (لاعب) (الإنجليزية)
- أنتولين ألكاراز على موقع Soccerway.com (الإنجليزية)
- أنتولين ألكاراز على موقع عالم كرة القدم.نت (الإنجليزية)
- أنتولين ألكاراز على موقع AS.com (الإسبانية)